# Černobylská cesta

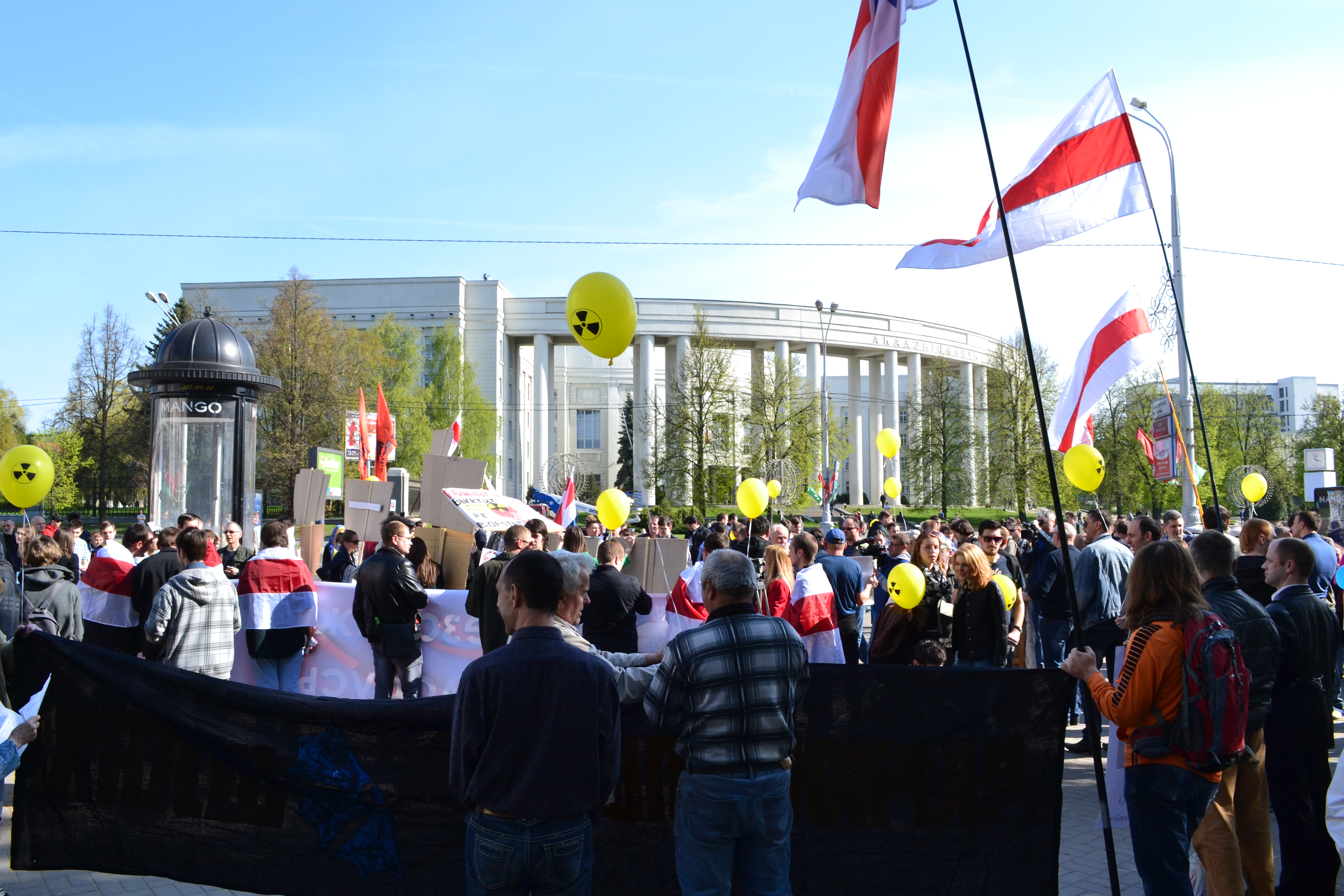
Černobylská cesta (2014)

Černobylská cesta (bělorusky Чарнобыльскі шлях, Čarnobylski Šlach, ukrajinsky Чорнобыльский шлях) je každoroční shromáždění, které 26. dubna pořádá opozice v Bělorusku jako připomínku černobylské katastrofy. Poprvé se konala v roce 1989 s požadavky na zvýšení úsilí o odstranění následků katastrofy. Toho roku asi 30 000 účastníků pochodovalo od hodinářské továrny v Minsku přes centrum města na Náměstí Nezávislosti, kde pak uspořádali shromáždění.
V roce 1996 se v běloruském Minsku uskutečnila největší Černobylská cesta u příležitosti 10. výročí černobylské havárie. Byla to první Černobylská cesta za Lukašenkova prezidentství. Asi 50 000 lidí se shromáždilo poblíž Akademie věd a pochodovalo na Třídu nezávislosti (Praspekt Nezaliežnasci), hlavní minskou ulici. Došlo k mnoha střetům s policií, demonstranty rozehnal speciální policejní jednotky OMON a mnoho politických aktivistů protestujících proti Lukašenkově režimu bylo zadrženo. Mezi zadrženými byli novináři a opoziční vůdci, jmenovitě Jury Chadyka, Ljavon Barščejski, Vjačaslau Sjučyk či Vincuk Viačorka.
Po tomto shromáždění opoziční vůdce Zjanon Paznjak opustil zemi. Pracovníci Literárního muzea Maksima Bahdanoviče začali pomáhat zatčeným a jejich rodinám, a tak vzniklo Centrum pro lidská práva Viasna.